# Saint-Léonard (Vosges)
Saint-Léonard  é uma comuna francesa na região administrativa de Grande Leste, no departamento de Vosges. Estende-se por uma área de 14,57 km².